# Friedrich Ludwig Georg von Raumer
Friedrich Ludwig Georg von Raumer (Wörlitz, 1781. május 14. – Berlin, 1873. június 14.) német történész, politikus.

## Élete és pályafutása
Szülei Georg Friedrich von Raumer (1755–1822) kamarai igazgató és földbérlő, anyja Charlotte de Marées (1761–1811) voltak. Testvére Karl Georg von Raumer (1783–1865) geológus és földrajztudós. A gimnáziumot Berlinben végezte, majd a göttingeni és hallei egyetemen jogtudományt, közigazgatás tudományt, államjogot illetve történelmet tanult. Tanulmányainak befejezése után 1801-ben referens, majd három év múlva ülnök lett a kamaránál. 1806. augusztustól 1809. májusig Berlinben dolgozott, majd 1809-ben Potsdamban lett kormánytanácsos. 1810-ben Karl vom Stein zum Altenstein államminiszter meghívására a pénzügyminisztériumba került, de néhány hónap múlva áthelyezték Karl August von Hardenberg kancellár kabinetjébe, akit több külföldi utazásra is elkísért. 
Liberális-reformpárti magatartása miatt Raumer többször konfliktusba került a mindenkori állami feljebbvalóival, és végül úgy döntött, hogy megszabadul ettől a kötöttségtől. Ezért 1811-ben a Heidelbergi Egyetemen bölcsészdoktori címet szerzett és a boroszlói egyetemen az államjog és történelem tanára lett. 1818–19-ben a rektori tisztséget is betöltötte. Közben több tanulmányutat tett Németországban, Svájcban és Itáliában. 1819-ben a Humboldt Egyetemre kapott meghívást. 1822–23-ban és 1842–43-ban az intézmény rektora, négy ízben a filozófiai kar dékánja is volt. Ebben az időszakban is több tanulmányutat tett, így Franciaországban (1830), Angliában (1835), Itáliában (1839) és az Amerikai Egyesült Államokban (1843), amelyeknek eredményét különböző műveiben hasznosította. Egy ideig tagja volt a porosz felsőbb cenzori testületnek, de ezzel 1831-ben felhagyott. Raumer Berlinben tanított egészen 1853-ban bekövetkezett nyugdíjazásáig, de még kevéssel halála előtt is tartott előadásokat. 
Oktatói tevékenysége mellett nem adta fel politikai és társadalmi ambícióit, és újra meg újra provokatív beszédeivel és cikkeivel hívta fel magára a figyelmet. Az 1822-ben III. Frigyes Vilmos porosz király uralkodásának 25. évfordulóján mondott beszédét, amelyben az alkotmányos monarchia eszméje mellett állt ki, nem engedték kinyomtatni. A porosz rendeket illető kritikája miatt pénzbírsággal sújtották, 1832-ben pedig a „Polens Untergang“ című dolgozata miatt nem lehetett ismét rektor. Amikor a Nagy Frigyes tolerencia rendeletéről beszélve kritizálta a jelenlévő IV. Frigyes Vilmost, a botrány következtében le kellett mondania a Porosz Tudományos Akadémiai tagságáról, ahol 1827 óta a történelmi-filozófiai osztály állandó titkára volt. 
A Német Centrumpárt tagjaként 1847–1848-ban résztvevője volt a berlini városi közgyűlésnek, 1848–1849-ben pedig tagja volt a frankfurti parlamentnek és ebben a minőségében 1848-ban az ideiglenes központi igazgatás franciaországi követévé választották. 1849-ben tagja volt a gothai utóparlamentnek, végül néhány éven át a porosz felsőháznak.
Ezen túlmenően Raumer 1823-tól tagja volt a híres Berlini Törvényenkívüliek Társaságának (Gesetzlose Gesellschaft zu Berlin). 
Raumer elsősorban a korai munkái, mint például az 1829-től többször kiadott „Historische Taschenbuch“ illetve az 1823 és 1825 között hat kötetben megjelent „Die Geschichte der Hohenstaufen“ vált közismertté. Ugyanakkor a munkái a részletesség és a forráskritika szempontjából kívánnivalót hagynak maguk után, és utóbb az elbeszélő stílusa miatt többek között Alfred Milatz az „idealista-romantikus történetírás“ képviselőjének minősítette, a jelző negatív értelmében. Emiatt a későbbi műveit kevéssé vették komolyan és rövid időn belül más történészek beárnyékolták.
A már említett Porosz Tudományos Akadémiai tagságon túlmenően Friedrich von Raumer tagja volt a müncheni Bajor Tudományos Akadémiának, a párizsi Francia Akadémiának, a stockholmi Svéd Királyi Tudományakadémiának, valamint a torinói és glasgow-i akadémiáknak. A londoni Royal Society tiszteletbeli tagjává választotta. 1863-ban a Pour le Mérite renddel tüntették ki.

## Családja
Friedrich von Raumer, régi bajor és szász nemesi családból származott. Felesége Louise von Görschen (1785–1867), az anhalti főhivatalnok Otto Heinrich von Görschen és Sophie Louise Ackermann lánya volt. Két gyermekük született, a későbbi titkos kormánytanácsos Hermann von Raumer (1812–1891), valamint Agnes von Raumer (1814–1897). 

## Művei
- Sechs Dialoge über Krieg und Handel (1806)
- Vorlesungen über die alte Geschichte (1821, 2 kötet)
- Über die geschichtliche Entwickelung der Begriffe von Recht, Staat und Politik (Leipzig 1826)
- Geschichte der Hohenstaufen und ihrer Zeit (1823-25, 6 kötet)
- Über die preußische Städteordnung (1828)
- Historisches Taschenbuch (szerk. 1829)
- Briefe aus Paris zur Erläuterung der Geschichte des 16. und 17. Jahrhunderts (1831, 2 kötet)
- Geschichte Europas seit dem Ende des 15. Jahrhunderts (1832-50, 8 kötet)
- Beiträge zur neuern Geschichte aus dem Britischen Museum und Reichsarchiv (1836-39, 5 kötet)
- Die Vereinigten Staaten von Nordamerika (1845)
- Briefe aus Frankfurt und Paris 1848–1849 (1849, 2 kötet)
- Historisch-politische Briefe über die geselligen Verhältnisse der Menschen (1860)
- Lebenserinnerungen und Briefwechsel (1861, 2 kötet)
- Handbuch zur Geschichte der Litteratur (1864–1866, 4 kötet)
- Litterarischer Nachlaß (Berlin 1869, 2 kötet)

## Fordítás
- Ez a szócikk részben vagy egészben a Friedrich von Raumer című német Wikipédia-szócikk ezen változatának fordításán alapul.  Az eredeti cikk szerkesztőit annak laptörténete sorolja fel. Ez a jelzés csupán a megfogalmazás eredetét és a szerzői jogokat jelzi, nem szolgál a cikkben szereplő információk forrásmegjelöléseként.